# Coupe du monde de BMX 2018
Navigation
2017 2019
La 16e édition de la coupe du monde de BMX a lieu du 31 mars au  30 septembre 2018. Cette année, 4 villes étapes organisent chacune 2 épreuves consécutivement.

## Hommes élites

### Résultats
| #  | Lieu                      | Date         | Vainqueur      | Deuxième       | Troisième         | Leader du classement général |
| -- | ------------------------- | ------------ | -------------- | -------------- | ----------------- | ---------------------------- |
| 1. | Saint-Quentin-en-Yvelines | 31 mars      | Niek Kimmann   | Romain Mahieu  | Joris Daudet      | Niek Kimmann                 |
| 2. | Saint-Quentin-en-Yvelines | 1er avril    | Joris Daudet   | Romain Mahieu  | Niek Kimmann      | Joris Daudet                 |
| 3. | Papendal                  | 5 mai        | Niek Kimmann   | Joris Daudet   | Sylvain André     | Niek Kimmann                 |
| 4. | Papendal                  | 6 mai        | Sylvain André  | Twan van Gendt | Dave van der Burg | Niek Kimmann                 |
| 5. | Heusden-Zolder            | 12 mai       | Niek Kimmann   | Sylvain André  | Dave van der Burg | Niek Kimmann                 |
| 6. | Heusden-Zolder            | 13 mai       | Niek Kimmann   | Joris Daudet   | Anthony Dean      | Niek Kimmann                 |
| 7. | Santiago del Estero       | 29 septembre | Corben Sharrah | Gonzalo Molina | Jared Garcia      | Niek Kimmann                 |
| 8. | Santiago del Estero       | 30 septembre | Joris Daudet   | Gonzalo Molina | Anthony Dean      | Niek Kimmann                 |

### Classement général
| Pos | Coureur              | Pays       | Total |
| --- | -------------------- | ---------- | ----- |
| 1   | Niek Kimmann         | Pays-Bas   | 975   |
| 2   | Joris Daudet         | France     | 900   |
| 3   | Sylvain André        | France     | 815   |
| 4   | Romain Mahieu        | France     | 570   |
| 5   | Twan van Gendt       | Pays-Bas   | 493   |
| 6   | David Graf           | Suisse     | 485   |
| 7   | Corben Sharrah       | États-Unis | 470   |
| 8   | Anthony Dean         | Australie  | 445   |
| 9   | Gonzalo Molina       | Argentine  | 440   |
| 10  | Mathis Ragot Richard | France     | 425   |

## Femmes élites

### Résultats
| #  | Lieu                      | Date         | Vainqueur        | Deuxième         | Troisième            | Leader du classement général |
| -- | ------------------------- | ------------ | ---------------- | ---------------- | -------------------- | ---------------------------- |
| 1. | Saint-Quentin-en-Yvelines | 31 mars      | Laura Smulders   | Natalia Afremova | Saya Sakakibara      | Laura Smulders               |
| 2. | Saint-Quentin-en-Yvelines | 1er avril    | Laura Smulders   | Saya Sakakibara  | Elke Vanhoof         | Laura Smulders               |
| 3. | Papendal                  | 5 mai        | Laura Smulders   | Alise Willoughby | Yaroslava Bondarenko | Laura Smulders               |
| 4. | Papendal                  | 6 mai        | Alise Willoughby | Judy Baauw       | Saya Sakakibara      | Laura Smulders               |
| 5. | Heusden-Zolder            | 12 mai       | Bethany Shriever | Judy Baauw       | Laura Smulders       | Laura Smulders               |
| 6. | Heusden-Zolder            | 13 mai       | Laura Smulders   | Judy Baauw       | Natalia Afremova     | Laura Smulders               |
| 7. | Santiago del Estero       | 29 septembre | Laura Smulders   | Alise Willoughby | Sarah Walker         | Laura Smulders               |
| 8. | Santiago del Estero       | 30 septembre | Saya Sakakibara  | Alise Willoughby | Laura Smulders       | Laura Smulders               |

### Classement général
| Pos | Coureuse             | Pays            | Total |
| --- | -------------------- | --------------- | ----- |
| 1   | Laura Smulders       | Pays-Bas        | 1080  |
| 2   | Saya Sakakibara      | Australie       | 785   |
| 3   | Judy Baauw           | Pays-Bas        | 780   |
| 4   | Yaroslava Bondarenko | Russie          | 630   |
| 5   | Natalia Afremova     | Russie          | 565   |
| 6   | Alise Willoughby     | États-Unis      | 540   |
| 7   | Manon Valentino      | France          | 530   |
| 8   | Drew Mechielsen      | Canada          | 450   |
| 9   | Bethany Shriever     | Grande-Bretagne | 435   |
| 10  | Vineta Pētersone     | Lettonie        | 425   |